# Sext Pompeu (gendre de Lucili)
Sext Pompeu (en llatí Sextus Pompeius o Pompaeus) va ser un polític romà que va viure al segles II i I aC. Formava part de la gens Pompeia.
Es va casar amb Lucília, la germana del poeta romà Gai Lucili. Lucília va ser l'àvia de Gneu Pompeu Magne, i no la mare, com afirma Vel·lei Patercul, sens dubte per error.